# 이슬

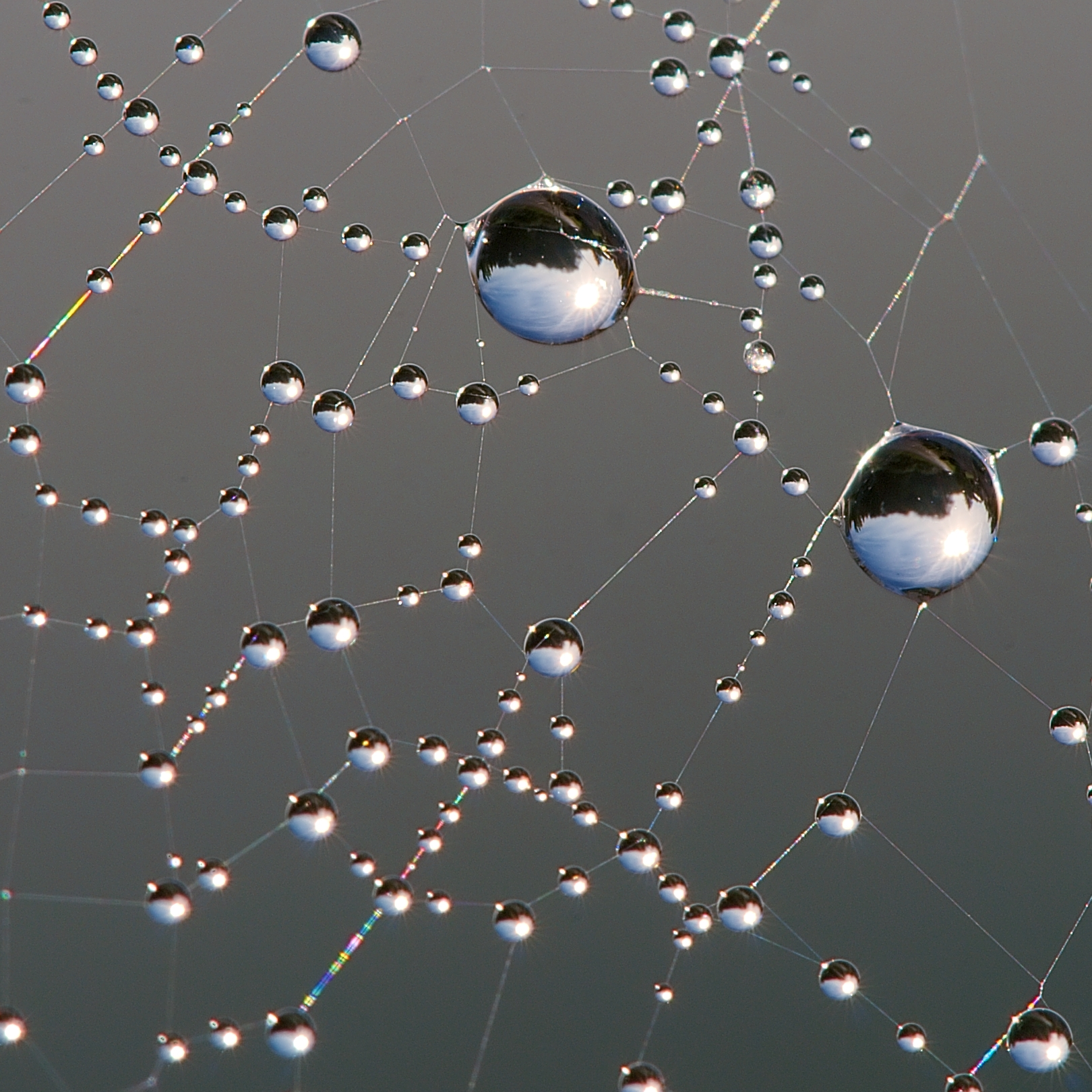
거미줄에 맺힌 이슬의 모습.

이슬은 맑은날 이른 아침에 풀잎이나 나뭇잎에 맺혀 있는 물방울로, 지표면 근처에 있는 공기가 수증기를 더 이상 머금을 수 없는 점까지 냉각되었을 때 생긴다. 또한 이슬의 생성은 서리와 같은 원리에 의해 생기는 것으로, 바람이 없는 맑은날 밤 습도가 높을 때 가장 잘 맺힌다. 이슬이 맺힌 뒤에 언 것을 언이슬이라 하며, 이슬점이 어는점보다 낮아 수증기가 승화해 생긴 것을 서리라고 한다. 이슬이 맺히는 현상은 결로(結露)라고 부른다.

## 문화
이슬은 영양가없이 산소만 포함한 시원하고 깨끗한 물의 대명사로 불린다.

## 참고 문헌
- 이 문서에는 다음커뮤니케이션(현 카카오)에서 GFDL 또는 CC-SA 라이선스로 배포한 글로벌 세계대백과사전의 내용을 기초로 작성된 글이 포함되어 있습니다.